# لويس خافيير سواريز
لويس خافيير سواريز شاريس (بالإسبانية: Luis Javier Suárez Charris)‏ (مواليد 2 ديسمبر 1997 في سانتا مارتا، كولومبيا) هو لاعب كرة قدم كولومبي يلعب مع نادي أولمبيك مارسيليا الفرنسي ومنتخب كولومبيا لكرة القدم في مركز الهجوم.

## روابط خارجية
- لويس خافيير سواريز على موقع الاتحاد الأوربي (الإنجليزية)
- لويس خافيير سواريز على موقع إي إس بي إن إف سي (الإنجليزية)
- لويس خافيير سواريز على موقع قاعدة بيانات كرة القدم.إي يو (الإنجليزية)
- لويس خافيير سواريز على موقع ليكيب (الفرنسية)
- لويس خافيير سواريز على موقع ناشيونال فوتبول تيمز (الإنجليزية)
- لويس خافيير سواريز على موقع Soccerbase.com (لاعب) (الإنجليزية)
- لويس خافيير سواريز على موقع Soccerway.com (الإنجليزية)
- لويس خافيير سواريز على موقع عالم كرة القدم.نت (الإنجليزية)
- لويس خافيير سواريز على موقع كووورة
- لويس خافيير سواريز على موقع AS.com (الإسبانية)